# シニョーリ広場 (ヴェローナ)

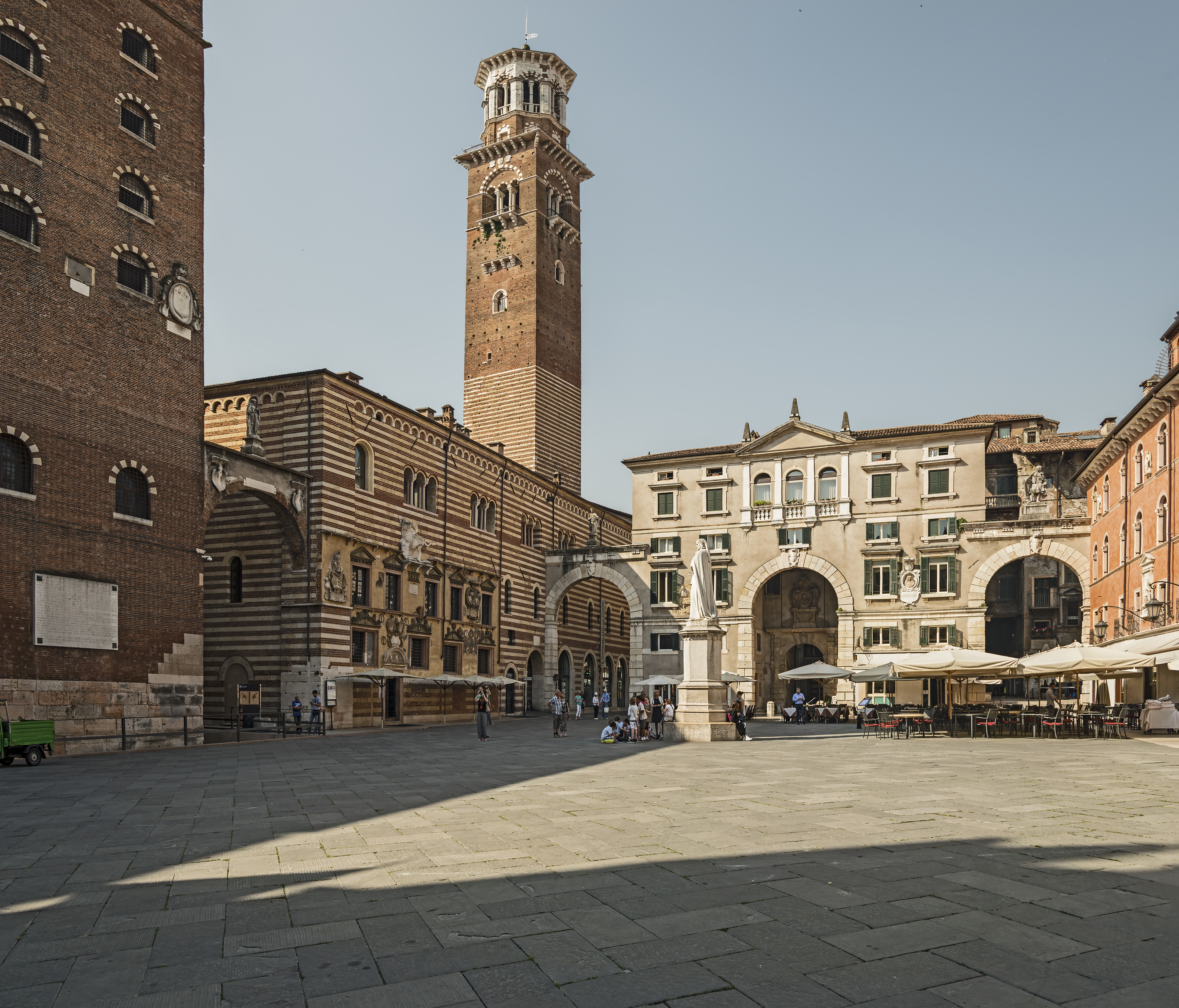
シニョーリ広場

シニョーリ広場（イタリア語: Piazza dei Signori）は、イタリアのヴェローナ旧市街中心にある広場で、その一部はエルベ広場共に古代ローマ時代に造られた公共広場フォルムを起源としている。
広場の中央には詩人で哲学家でもあったダンテ・アリギエーリの像が立っているため、ダンテ広場（伊: Piazza Dante）とも呼ばれている。この像はダンテ生誕600年を記念して1865年5月14日に落成されたものである。

## 歴史的建築物
広場の南東面にはパラッツォ・ラジョーネ(イタリア語版)とパラッツォ・ディ・カンシニョリオ(イタリア語版)が、北東面にはパラッツォ・デル・ポデスタ(イタリア語版)が、北西面にはロッジア・デル・コンシリオ(イタリア語版)が建てられている。
パラッツォ・ラジョーネは12世紀に市庁舎として建てられた建物で、1262年から1387年のスカラ家による支配期間には法廷として使われるようになった。その後ヴェネツィア共和国統治時代（1405年 - 1797年）の初期には法廷のほか大学や税務署としても使われていたが、1493年に市庁舎機能がシニョーリ広場を挟んだロッジア・デル・コンシリオに移転した後は、この建物は法廷専門となり、名前を市庁舎からラジョーネ宮に変更した。
パラッツォ・ディ・カンシニョリオは、1363年にカンシニョリオ・デッラ・スカラ(英語版)によって建てられた邸宅であり要塞である。ヴェネツィア共和国統治時代には中央から派遣された総督の宮殿としても使われた。日本語でスカラ家の邸宅と表記されることもある。
パラッツォ・デル・ポデスタは13世紀末頃に建てられ、市の執政官の公邸として使われていた。現在は市長官邸として使われている。日本語でポデスタ宮と表記されることもある。
ロッジア・デル・コンシリオは15世紀末の1493年に完成した行政庁舎・議事堂である。シニョーリ広場に面した建物外面の回廊には絵画が描かれると共に彫像が置かれ、観光地としても有名である。

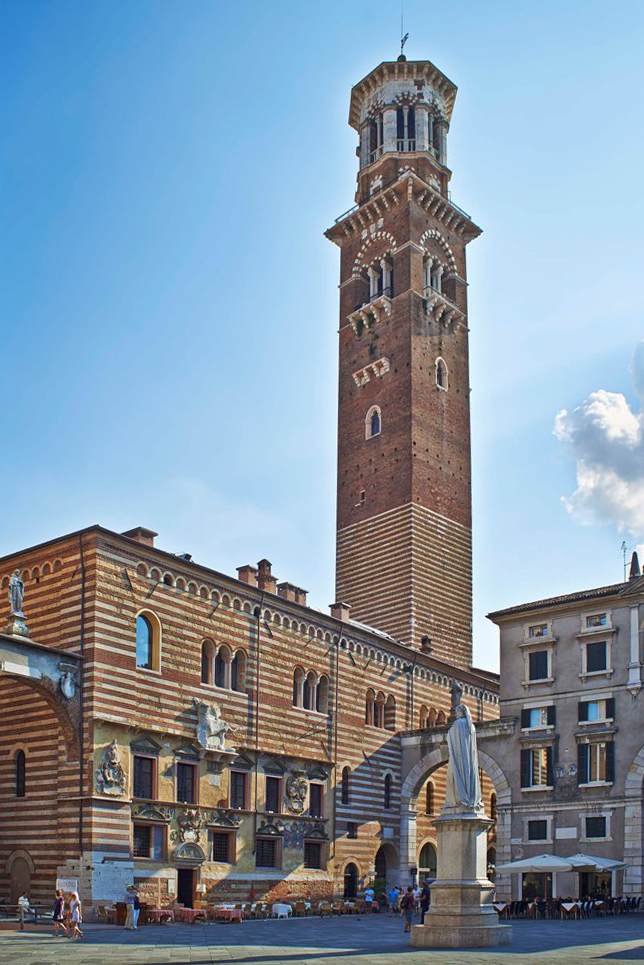
ラジョーネ宮
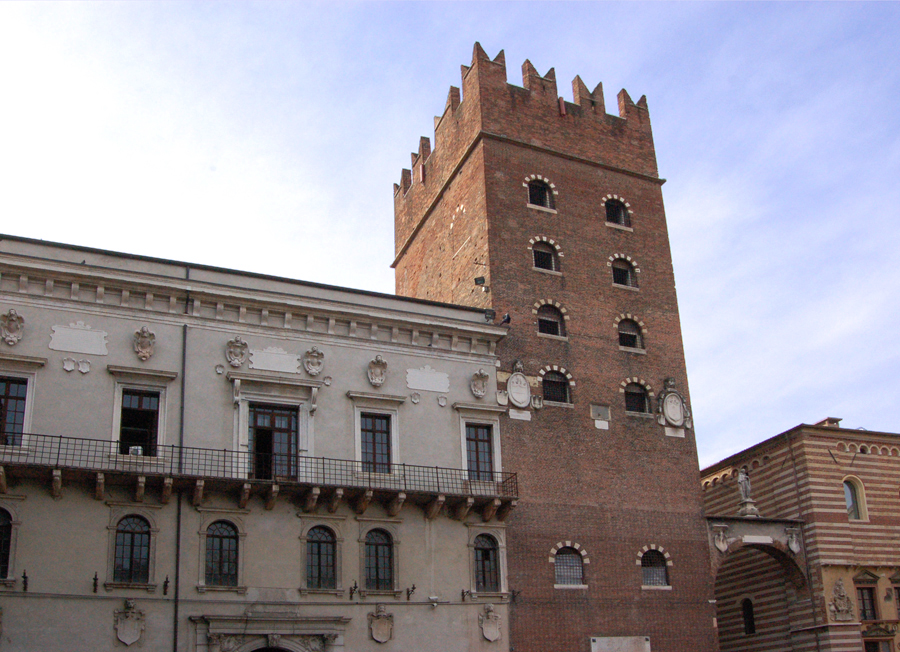
カンシニョリオ宮
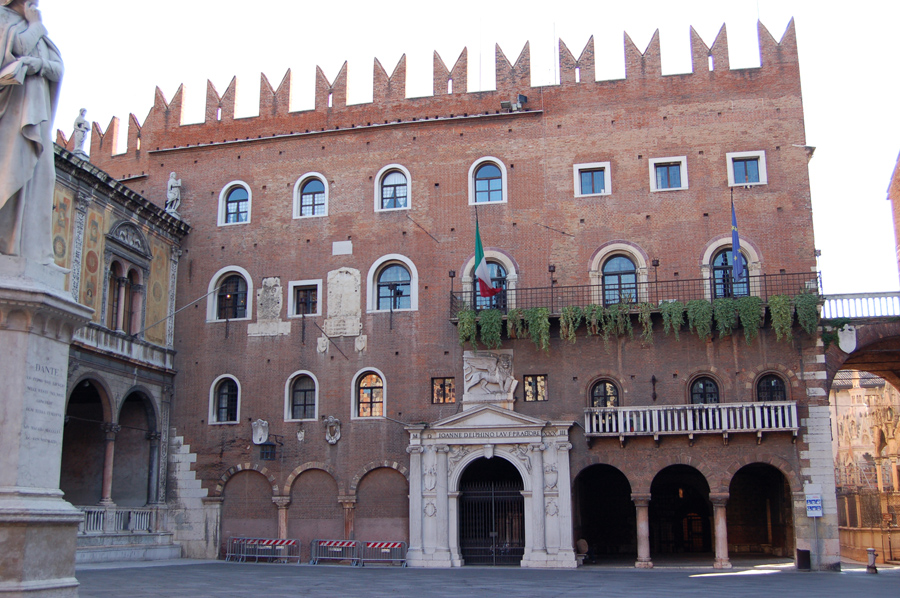
ポデスタ宮
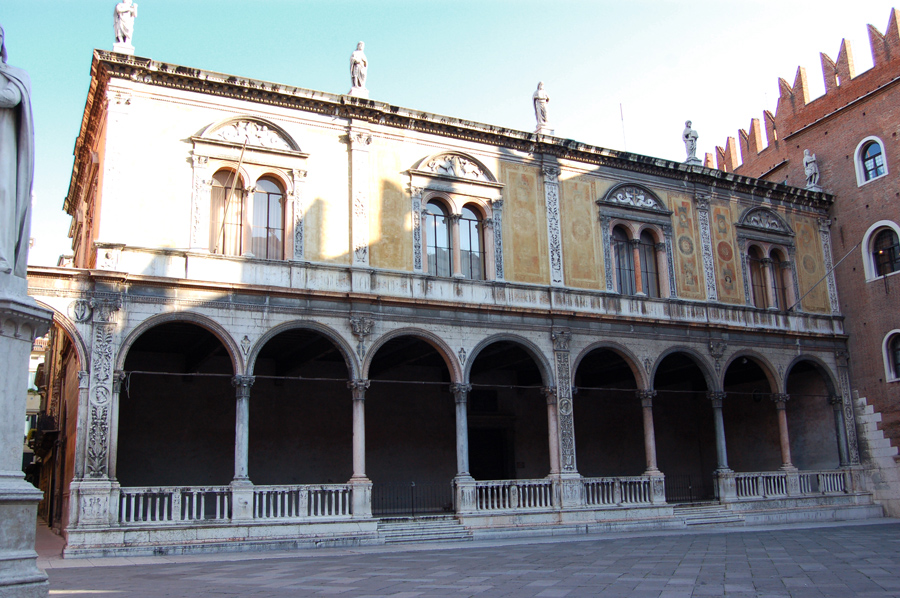
ロッジア・デル・コンシリオ
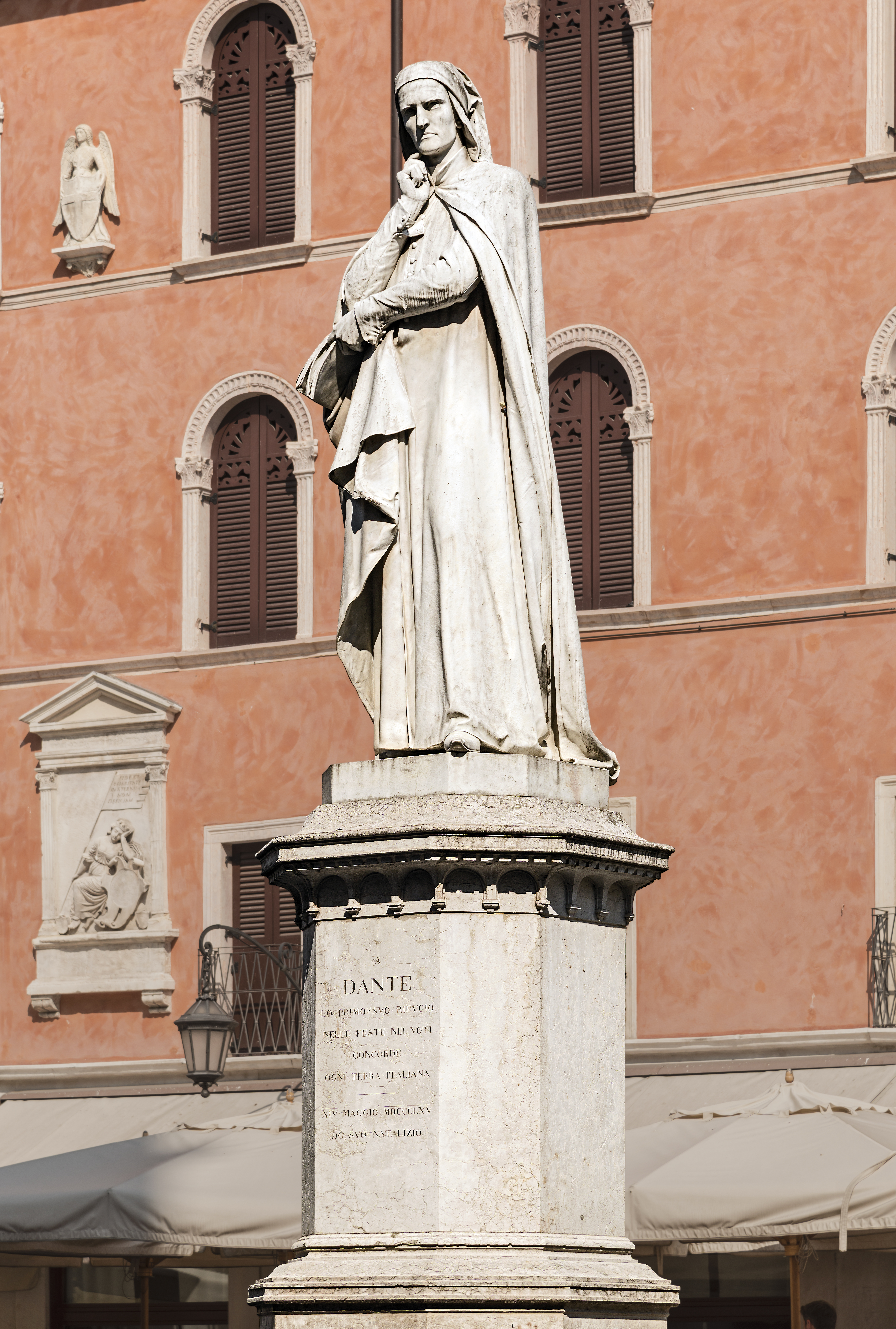
ダンテの像

## アクセス
- ヴェローナ・ポルタ・ヌオーヴァ駅の北東約2.0km